# Antoni Janik (piłkarz)
Antoni Janik (ur. 15 kwietnia 1920 w Zabrzu jako Werner Richard Janik, zm. 7 sierpnia 2003 w Wormacji) – śląski piłkarz grający na pozycji bramkarza, wicemistrz Polski, reprezentant Polski i Śląska, z Germanią Königshütte trzykrotny mistrz Górnego Śląska, uczestnik rozgrywek o mistrzostwo i Puchar Niemiec.
W pierwszej lidze grał w AKS Chorzów, pierwsze spotkanie seniorskie rozegrał w 1936 o wejście do Ligi. Debiutował w reprezentacji Polski 31 sierpnia 1947 w Pradze w meczu z Czechosłowacją. Po zakończeniu kariery został trenerem. Po wyjeździe z Górnego Śląska w 1977 przeniósł się do Nadrenii-Palatynatu (Wormacja).

## Życiorys
Urodził się w niemiecko-górnośląskiej rodzinie urzędniczej, ojciec był inspektorem (dyrektorem) szpitali spółki brackiej, miał trzech braci. Po podziale Górnego Śląska jego rodzina znalazła się wpierw w Mysłowicach, a w 1928 w Królewskiej Hucie, gdzie uczęszczał do gimnazjum i uczył się zawodu technika dentystycznego. W tym czasie zaczął grać w AKS.
W 1941 rozpoczął ochotniczo służbę wojskową w niemieckiej marynarce wojennej, która trwała do zakończenia II wojny światowej (Kilonia, Wiedeń, Sofia, Grecja, Jugosławia). Równocześnie regularnie grał w Germanii Königshütte (dawnym AKS), otrzymując urlopy okolicznościowe na ważniejsze mecze mistrzowskie i pucharowe.
Po kapitulacji dostał się w 1945 w północnych Niemczech do niewoli brytyjskiej, skąd w styczniu 1946, jako jedyny z rodziny wrócił do rodziców na Górny Śląsk aby wspomagać matkę, która po wejściu Armii Czerwonej została samotna, ponieważ ojca, za rzekomą przynależność do SA wtrącono do więzienia.
Kontynuował też grę w AKS. W 1947 zmienił barwy klubowe, przechodząc do katowickiej Pogoni. Ówczesny selekcjoner reprezentacji, Zygmunt Alfus, uczęszczający regularnie na mecze ligowe Pogoni, dostrzegł jego talent i umiejętności, powołując go w tymże roku do kadry na mecz z Czechosłowacją w Pradze, w którym to spotkaniu zadebiutował w reprezentacji, przepuszczając sześć goli, ale też chroniąc drużynę od dużo wyższej porażki. Do jednego z jego najlepszych występów w reprezentacji należało zwycięstwo nad dużo wtedy wyżej notowaną Czechosłowacją 18 kwietnia 1948 w Warszawie (3:1), po którym kibice znieśli go na ramionach z boiska. W tym okresie był jedynym kadrowiczem, który nie grał w pierwszej lidze.
W grudniu 1948 zmienił stan cywilny, poślubiając poznaną wcześniej sekretarkę Śląskiego Związku Piłki Nożnej, Elisabeth z domu Kania. Przed ślubem władze urzędu wymusiły zmianę jego imion z metrykalnych Werner Richard na Antoni, uważając je za niemieckie i grożąc nieudzieleniem ślubu.
Od 1949 do końca swej kariery sportowej występował znów w AKS przemianowanym na Budowlanych.
Po zakończeniu kariery piłkarskiej i ukończeniu kursu trenera piłki nożnej na krakowskiej AWF łączył pracę zawodową z funkcją trenera w różnych klubach na Górnym Śląsku i w Zagłębiu Dąbrowskim.
W latach 1955 i 1957 urodziło się mu dwóch synów, Christian i Jan.
Po śmierci rodziców pod koniec lat 60. zaczął starać się wraz z rodziną o stały wyjazd do Republiki Federalnej Niemiec, gdzie od czasu zakończenia II wojny światowej mieszkali jego bracia. Od tego momentu nasiliły się represje polskich władz wobec jego osoby i rodziny, m.in. został zwolniony z pracy.
Po wieloletnich staraniach, na początku 1977 otrzymał wraz z rodziną zezwolenie na przesiedlenie się do Niemiec, co wiązało się z pozbawieniem (wraz z rodziną) polskiego obywatelstwa. 27 marca 1977 opuścił na zawsze wspólnie z rodziną Górny Śląsk osiedlając się po krótkim pobycie w Kaiserslautern, w Wormacji nad Renem. Podjął tam pracę w wyuczonym zawodzie technika dentystycznego na uniwersytecie w Moguncji.
W 1985 przeszedł na emeryturę. Doczekał się jednej wnuczki. Po transformacji w Polsce parokrotnie odwiedził Górny Śląsk. W wieku 83 lat po krótkiej i ciężkiej chorobie zmarł w Wormacji, gdzie został pochowany na miejscowym cmentarzu komunalnym.

## Mecze w reprezentacji
|  | 31 sierpnia 1947 | Praga,     | Czechosłowacja – Polska | 6:3 (1:0) |
|  | 14 września 1947 | Stockholm, | Szwecja – Polska        | 5:4 (3:2) |
|  | 17 września 1947 | Helsinki,  | Finlandia – Polska      | 1:4 (1:1) |
|  | 4 kwietnia 1948  | Sofia,     | Bułgaria – Polska       | 1:1 (1:1) |
|  | 18 kwietnia 1948 | Warszawa,  | Polska – Czechosłowacja | 3:1 (2:0) |
|  | 25 sierpnia 1948 | Warszawa,  | Polska – Jugosławia     | 0:1 (0:0) |
|  | 19 września 1948 | Warszawa,  | Polska – Węgry          | 2:6 (1:3) |

## Literatura
- encykl. piłkarska FUJI, m.in. KSIĘGA PAMIĄTKOWA "75 lat OZPN KATOWICE" 1920-1995, LUDZIE HISTORIA FAKTY, wyd. GiA katowice 1996, (ISBN 83-902751-7-1)
- encyklopedia piłkarska FUJI, BIAŁO-CZERWONI, tom XIV (ISBN 83-902751-4-7)
- almanach KAW, Józef Hałys "Polska piłka nożna"
- T. Maliszewski, M. Szymkowiak "na stadionach piłkarskich"
- St. Grzegorczyk "piłka nożna, 1919-1979, ludzie mecze drużyny"
- Z. Dobrowolny, J. Jeleń ..., "liga gra po czterdziestce, ... i po pięćdziesiątce", wyd. Sport i Turystyka (ISBN 83-217-2657-7)
- "Górnoślązacy w polskiej i niemieckiej reprezentacji narodowej w piłce nożnej – wczoraj i dziś. Sport i polityka na Górnym Śląsku w XX wieku", wyd. Dom Współpracy Polsko-Niemieckiej, Haus der Deutsch-Polnischen Zusammenarbeit, Gliwice-Opole 2006, (ISBN 83-60470-02-2)
- Fußball-Chronik, Fußball in Schlesien 1900/01-1932/33, Ergebnisse und Tabellen aus den höchsten Ligen des Südostdeutschen Fußballverbandes und der Einzelverbände der Region, wyd. DSfFS e. V.
- Paul Rother "Chronik der Stadt Königshütte Oberschlesien" Laumann Verlag Dülmen, (ISBN 3-87466-193-8)
- Thomas Urban, Czarny orzeł, biały orzeł: Piłkarze w trybach polityki, 2012, ISBN 978-83-7164-727-7